# Diospyros corallina
Diospyros corallina är en tvåhjärtbladig växtart som beskrevs av Woon Young Chun och H. Y. Chen. Diospyros corallina ingår i släktet Diospyros och familjen Ebenaceae. Inga underarter finns listade i Catalogue of Life.